# Buntpapir
Buntpapir kaldes med en tysk benævnelse
undertiden al slags farvet papir, men som
regel - og rigtigere - kun papir, der er
farvet på overfladen, men ikke gennem hele
massen. Til buntpapir hører således tapeter,
bogbindernes forsatspapir, glanspapir, guld- og sølvpapir og meget andet.
De benyttede farver kan være
af meget forskellig art, men anvendes altid
udrørt med et bindemiddel, oftest lim,
undertiden blandet med alun, og anbringes på
papiret enten manuelt, især med pensler og
børster, eller ved hjælp af sådanne maskiner,
der anvendes ved farvetryk, eller undertiden
på ganske særlige måder. Efter farvningen
følger en tørring og derefter undertiden en
glitning, for eksempel med kalander,
satinering ved indgnidning med talkum eller en
fernisering, overtrækning med et lag gelatine,
kaseinopløsning og lignende.
Buntpapir kan enten være
ensfarvet og da forsynet med farve,
bladmetal eller brokatfarver (bronzefarver), mat, glittet, satineret
eller lakeret, eller det kan være mønstret.
Det almindeligste mønstrede buntpapir er
marmorpapir med alle dets forskellige varieteter.
En simplere sort
fremstiller man ved at trykke svampe med de
forskellige farver efter hinanden ned mod papiret.
Af andre sorter kan nævnes året buntpapir, med
efterligninger af årerne i de forskellige træsorter,
som enten fremstilles på fri hånd eller ved
trykning med særlige valser, og
herrnhuterpapir, der fås ved at trykke to
stykker papir, forsynede med farve udrørt i
klister, med farvesiderne mod hinanden, hvorved
farverne, når papirerne tages fra hinanden,
ordner sig i mange forskellige tegninger.
Irispapir har striber af to til seks farver, hvis rande
griber ind over hinanden, og fremstilles ved at
påføre farverne med en pensel, delt i
afdelinger, som forsyner hver med sin farve, idet
man har disse, udrørte med lidt oksegalde, i
en række smalle kasser ved siden af hinanden,
hvorpå udviskningen af randene foretages
med en tør børste; eller man benytter sig af
skabeloner eller påtrykker farverne med en
maskine, på hvis form udviskningen er
foretaget.
Katunpapir kaldes alt buntpapir, som har
bestemte mønstre på hvid eller farvet bund; det
fremstilles ved trykning på samme måde som
katun. Presses det fugtige papir mellem
forme, beholder det de derved modtagne indtryk
efter tørringen, og dette benyttes ofte til
forsiring af buntpapir.
- Eksempler på buntpapir
- Året klisterpapir (ty. Geädertes Kleisterpapier) fra midten af 1700-tallet
- "Herrnhuterpapir", klisterpapir fra slutningen af 1700-tallet
- Rieselpapir fra slutningen af 1800-tallet
- Klisterpapir fra 1900-tallet.